# Нотър Дам (Люксембург)
„Нотр Дам“ („Света Богородица“) (на люксембургски: Kathedral Notre-Dame, на френски: Cathédrale Notre-Dame; на немски: Kathedrale unserer lieben Frau) е римокатолическа катедрала в град Люксембург, разположена в южната му част.
Проектирана е като йезуитска църква и ключовият ѝ камък е положен през 1613 година. Тя е единствената катедрала в града.
Църквата е забележителен образец на късноготическата архитектура, но съдържа и много ренесансови елементи и декорации. в края на 18 век, църквата получава чудодейната скулптурна икона на Богородица Утешителка на скърбящите (Maria Consolatrix Afflictorum), която е патронна светица както на града, така и на цялата страна. Около 50 години по-късно църквата е осветена и през 1870 година е въздигната от папа Пий IX в статут на катедрала.
Гробището на катедралата е Национален паметник на съпротивата. Централно място заема известният бронзов паметник на люксембургския скулптор от 20. век Люсиен Верколие (Lucien Wercollier), наречен „Политическият затворник“. В периода от 1935 до 1938 година катедралата търпи реконструкция и разширяване.

## История
През 1603 година йезуити от Белгия, която също като Люксембург принадлежала по това време към Испанска Нидерландия, разкриват в град Люксембург колеж, в който повечето млади люксембургци получават образованието си до 1773 година. Първият камък на църквата е положен на 7 май 1613 година от отец Франсоа Алденар (François Aldenard). Главен строител на църквата е Улрих Йоб (Ulrich Job) от Люцерн, чието дело са и украсите по колоните. Йезуитската църква е посветена на непорочното зачатие и осветена на 17 октомври 1621 година от помощник-епископа Георг фон Хелфенщайн (Georg von Helfenstein).
В художествено отношение основният принос за украсата на църквата е на германския скулптор Даниел Мюлер (Daniel Muller) от Фрайбург, Саксония, чието дело включва и трибуната за органа. Украсите са направени от любимия материал на нидерландските ренесансови скулптори – алабастър – и представляват раннобарокови ангели, които изпълняват музика, разположени между листа и флорални мотиви.
След като йезуитите напускат града през 1773 година, императрица Мария Терезия Австрийска през 1778 година дарява църквата на градската управа на Люксембург. Вече под името „Свети Николас и Света Тереза“ това става новата енорийска църква в града, тъй като старата, „Свети Николас“ на улица „Краутмаарт“, била малка и разпадаща се от старост и през 1779 година е разрушена. Това е причината статуята на Свети Николас да е издигната над входа на катедралата от страната на улица „Нотр Дам“.
Църквата получава новото си име „Нотр Дам“ („Света Богородица“) на 31 март 1848 година от апостолическия викарий Жан-Теодор Лорен (Jean-Théodore Laurent). Неговият наследник Никола Адам (Nicolas Adames), преоблицова бароковия интериор от 1854 година в неоготически стил. Когато Люксембург получава статут на епархия от папа Пий IX на 27 юни 1870 година, църквата „Нотр Дам“ получава статута на епархийска катедрала.

## Архитектура
Катедралата има 3 кули. В западната кула, която е от времето на йезуитската църква, са църковните камбани. Другите 2 кули са източната и централната, която се издига над трансепта.
Източната и централната кули са добавени при разширяването на катедралата през 1935–1938 година. Централната кула, която на височина е едва една трета от височината на другите две кули, се състои от широка пирамидална основа и тесен връх с медно покритие. Самият покрив се държи на стоманена конструкция.
На 5 април 1985 г., около пладне, вследствие работа по покрива тръгва пожар, който обхваща западната кула. Църковните камбани са унищожени от огъня, а кулата се срутва, с което и покривът на централната пътека на църквата също частично пострадва. Възстановителните работи траят до 17 октомври 1985 г.

## Погребения
Криптата на катедралата съдържа погребани останките на много членове на династията на Великите херцози на Люксембург, сред които:
- Ян Люксембургски 10 август 1296 – 26 август 1346) е граф на Люксембург (1313–1346), маркграф на Моравия (1311–1333), крал на Бохемия (1311–1346)
- Мария-Аделаида (1894–1924)
- Мария Анна Португалска, велика херцогиня на Люксембург (1861–1942) – консорт на великия херцог Вилхелм IV
- Феликс Бурбон-Парма (1893–1970) – консорт на великата херцогиня Шарлот
- Шарлот (1896–1985)
- Жозефин Шарлот Белгийска, велика херцогиня на Люксембург (1927–2005) – консорт на великия херцог Жан

## Галерия
- Катедралата е сред забележителностите на града
- Богородица Утешителка на скърбящите
- Нефът на катедралата
- Един от витражите на катедралата
- Латински надпис от 1613 г. на западната стена
- Саркофагът с останките на Ян Люксембургски

|  | Тази страница частично или изцяло представлява превод на страницата Notre-Dame Cathedral, Luxembourg в Уикипедия на английски. Оригиналният текст, както и този превод, са защитени от Лиценза „Криейтив Комънс – Признание – Споделяне на споделеното“, а за съдържание, създадено преди юни 2009 година – от Лиценза за свободна документация на ГНУ. Прегледайте историята на редакциите на оригиналната страница, както и на преводната страница, за да видите списъка на съавторите. ВАЖНО: Този шаблон се отнася единствено до авторските права върху съдържанието на статията. Добавянето му не отменя изискването да се посочват конкретни източници на твърденията, които да бъдат благонадеждни. |